# Miss Mondo 2010
Miss Mondo 2010, la sessantesima edizione di Miss Mondo si è tenuta il 30 ottobre 2010, presso il Crown of Beauty Theatre a Sanya in Cina, dopo che il Vietnam non ha rinnovato il contratto per ospitare il concorso. Il concorso è stato trasmesso da E! in mondovisione, ed è stato presentato da Angela Chow e Steve Douglas. Ospiti della serata sono stati Shayne Ward, vincitore di X Factor, il sassofonista Dave Koz ed il cantante portoricano Carlos Aponte. Alexandria Mills, rappresentante degli Stati Uniti è stata incoronata Miss Mondo 2010, dalla detentrice del titolo uscente, Kaiane Aldorino.

## Risultato

### Piazzamenti
| Risultato            | Concorrente |
| -------------------- | --- |
| Miss Mondo 2010      | - Stati Uniti - Alexandria Mills |
| 2ª classificata      | - Botswana - Emma Wareus |
| 3ª classificata      | - Venezuela - Adriana Vasini |
| 4ª classificata      | - Irlanda - Emma Britt Waldron |
| 5ª classificata      | - Cina - Xiao Tang |
| 6ª classificata      | - Italia - Giada Pezzaioli |
| 7ª classificata      | - Norvegia - Mariann Birkedal |
| Top 25 Semifinaliste | - Bahamas - Braneka Bassett - Canada - Denise Garrido - Colombia - Laura Palacio - Francia - Virginie Dechenaud - Germania - Susanna Kobylinski - Irlanda del Nord - Lori Moore - Kenya - Natasha Metto - Mongolia - Sarnai Amar - Namibia - Odile Gertze - Paesi Bassi - Desiree van der Berg - Paraguay - Egni Eckert - Polinesia francese - Mihilani Teixeira - Porto Rico - Yara Lasanta - Russia - Irina Sharipova - Saint Lucia - Aiasha Gustave - Scozia - Nicola Mimnagh - Sudafrica - Nicole Flint - Thailandia - Yuwaret Sirirat Rueangsri |

### Regine continentali
| Risultato       | Concorrente                      |
| --------------- | -------------------------------- |
| Africa          | - Botswana - Emma Wareus         |
| Americhe        | - Stati Uniti - Alexandria Mills |
| Asia e Pacifico | - Cina - Xiao Tang               |
| Caraibi         | - Saint Lucia - Aiasha Gustave   |
| Europa          | - Irlanda - Emma Britt Waldron   |

### Eventi preliminari

#### Beach Beauty
Miss World Beach Beauty si è tenuto presso il Mandarin Oriental, a Sanya il 19 ottobre 2010.
| Risultato       | Concorrente |
| --------------- | --- |
| Vincitrice      | - Porto Rico - Yara Lasanta |
| 2ª classificata | - Stati Uniti - Alexandria Mills |
| 3ª classificata | - Norvegia - Mariann Birkedal |
| 4ª classificata | - Cina - Tang Xiao |
| 5ª classificata | - Polinesia francese - Mihilani Teixeira |
| Top 20          | - Australia - Ashleigh Francis - Bosnia ed Erzegovina - Snežana Prorok - Botswana - Emma Wareus - Francia - Virginie Dechenaud - Ghana - Mimi Areme - India - Manasvi Mamgai - Israele - Shavit Vizel - Martinica - Tully Fremcourt - Paesi Bassi - Desiree van der Berg - Paraguay - Egni Eckert - Rep. Ceca - Veronika Machová - Scozia - Nicola Mimnagh - Thailandia - Yuwaret Sirirat Rueangsri - Ungheria - Jennifer Kalo - Zimbabwe - Samantha Tshuma |
| Top 40          | - Argentina - Mariana Arambarry - Bahamas - Braneka Bassett - Barbados - Danielle Bishop - Bolivia - María Teresa Roca - Capo Verde - Joceline Fortes - Guadalupa - Ericka Aly - Hong Kong - Cheung Sau-Man - Isole Cayman - Cristin Alexander - Italia - Giada Pezzaioli - Lituania - Gritė Maruškevičiūtė - Lussemburgo - Shari Thuyns - Moldavia - Daria Zaiteva - Mongolia - Sarnai Amar - Nuova Zelanda - Cody Yerkovich - Russia - Irina Sharipova - Saint Lucia - Aiasha Gustave - Sri Lanka - Fallon Ranasinghe - Trinidad e Tobago - Davia Chambers - Turchia - Gizem Memiç - Ucraina - Kateryna Zakharchenko |

#### Sports
Miss World Sports si è tenuto presso lo Sheraton Sanya Resort il 22 ottobre 2010.
| Risultato       | Concorrente |
| --------------- | --- |
| Vincitrice      | - Irlanda del Nord - Lori Moore |
| 2ª classificata | - Slovacchia - Marína Georgievová |
| 3ª classificata | - Norvegia - Mariann Birkedal |
| Top 20          | - Australia - Ashleigh Francis - Botswana - Emma Wareus - Brasile - Kamilla Salgado - Canada - Denise Garrido - Finlandia - Anne-Marie Nurminen - Galles - Courtenay Hamilton - Guyana - Aletha Shepherd - Irlanda - Emma Britt Waldron - Islanda - Fanney Ingvarsdóttir - Isole Cayman - Cristin Alexander - Isole Vergini Americane - Carolyn Carter-Heller - Martinica - Tully Fremcourt - Mongolia - Sarnai Amar - Paraguay - Egni Eckert - Saint Kitts e Nevis - Fatisha Imo - Turchia - Gizem Memiç - Ungheria - Jennifer Kalo |

#### Top Model
Miss World Top Model si è tenuto presso il Crowne Plaza Sanya il 23 ottobre 2010.
| Risultato       | Concorrente |
| --------------- | --- |
| Vincitrice      | - Norvegia - Mariann Birkedal |
| 2ª classificata | - Russia - Irina Sharipova |
| 3ª classificata | - Stati Uniti - Alexandria Mills |
| Top 20          | - Argentina - Mariana Arambarry - Belgio - Cilou Annys - Botswana - Emma Wareus - Cina - Xiao Tang - Etiopia - Hiwot Assefa Tesfaye - Ghana - Mimi Areme - India - Manasvi Mamgai - Polinesia francese - Mihilani Teixeira - Saint Lucia - Aiasha Gustave - Slovacchia - Marína Georgievová - Spagna - Fátima Jiménez - Sudafrica - Nicole Flint - Svezia - Dani Karlsson - Thailandia - Yuwaret Sirirat Rueangsri - Ucraina - Kateryna Zakharchenko - Venezuela - Adriana Vasini - Zimbabwe - Samantha Tshuma |

#### Talent
Miss World Talent si è tenuto presso il Crowne Plaza Sanya il 26 ottobre 2010.
| Risultato       | Concorrente |
| --------------- | --- |
| Vincitrice      | - Irlanda - Emma Britt Waldron |
| 2ª classificata | - Galles - Courtenay Hamilton |
| 3ª classificata | - Guadalupa - Ericka Aly |
| Top 10          | - Australia - Ashleigh Francis - Bielorussia - Lyudmila Yakimovich - Canada - Denise Garrido - Cipro - Andrea Kkolou - Corea del Sud - Kim Hye-young - Malta - Francesca Gaspar - Saint Lucia - Aiasha Gustave - Venezuela - Adriana Vasini                                                            |
| Top 20          | - Aruba - Kimberly Kuiperi - Bulgaria - Romina Andonova - Ecuador - Ana Galarza - Finlandia - Anne-Marie Nurminen - Gibilterra - Larissa Dalli - Lettonia - Ludmila Voroncova - Macedonia - Stefani Borsova - Martinica - Tully Fremcourt - Namibia - Odile Gertze - Saint Kitts e Nevis - Fatisha Imo |

#### Beauty with a Purpose
Beauty with a Purpose si è tenuto il 30 ottobre 2010.
| Risultato       | Concorrente                     |
| --------------- | ------------------------------- |
| Vincitrice      | - Kenya - Natasha Metto         |
| 2ª classificata | - Ghana - Mimi Areme            |
| 3ª classificata | - El Salvador - Gabriela Molina |

### Riconoscimenti speciali

#### Best World Dress Designer
Miss World Dress Designer si è svolto il 23 ottobre 2010. L'evento si è tenuto insieme alla finale di Miss Top Model.
| Risultato  | Concorrente                              |
| ---------- | ---------------------------------------- |
| Vincitrice | - Polinesia francese - Mihilani Teixeira |

## Giudici
La seguente è la composizione della giuria di Miss Mondo 2010:
- Denise Perrier – Miss Mondo 1953
- Ann Sydney – Miss Mondo 1964
- Mary Stavin – Miss Mondo 1977
- Agbani Darego – Miss Mondo 2001
- María Julia Mantilla – Miss Mondo 2004
- Zhang Zilin – Miss Mondo 2007
- Ksenija Suchinova – Miss Mondo 2008
- Krish Naidoo - Ambasciatrice internazionali di Miss Mondo
- Mike Dixon - Direttore musicale di Miss Mondo
- Zhao Benshan - Attore
- Bruce Zhao - Presidente della Huayu Group
- Andrew Minarik - Truccatore e acconciatore di Miss Mondo

## Concorrenti
| Nazione                 | Concorrente               | Età | Altezza | Provenienza       |
| ----------------------- | ------------------------- | --- | ------- | ----------------- |
| Albania                 | Arnita Beqiraj            | 18  | 1.78    | Valona            |
| Angola                  | Ivanita Jones             | 23  | 1.76    | M'banza Kongo     |
| Argentina               | Mariana Arambarry         | 22  | 1.77    | Ingeniero Luiggi  |
| Aruba                   | Kimberly Kuiperi          | 21  | 1.70    | Tanki Leendert    |
| Australia               | Ashleigh Francis          | 23  | 1.69    | Sydney            |
| Bahamas                 | Braneka Bassett           | 20  | 1.75    | Freeport          |
| Barbados                | Danielle Bishop           | 21  | 1.75    | Bridgetown        |
| Belgio                  | Cilou Annys               | 19  | 1.78    | Bruges            |
| Belize                  | Jessel Lauriano           | 22  | 1.70    | Belize City       |
| Bielorussia             | Lyudmila Yakimovich       | 22  | 1.72    | Hrodna            |
| Bolivia                 | María Teresa Roca         | 24  | 1.78    | Trinidad          |
| Bosnia ed Erzegovina    | Snežana Prorok            | 16  | 1.74    | Istočna Ilidža    |
| Botswana                | Emma Wareus               | 19  | 1.72    | Gaborone          |
| Brasile                 | Kamilla Salgado           | 23  | 1.72    | Belém             |
| Bulgaria                | Romina Andonova           | 21  | 1.76    | Sofia             |
| Canada                  | Denise Garrido            | 23  | 1.74    | Bradford          |
| Capo Verde              | Joceline Fortes           | 22  | 1.74    | Sao Vicente       |
| Cina                    | Tang Xiao                 | 23  | 1.76    | Dalian            |
| Cipro                   | Andrea Kkolou             | 19  | 1.69    | Nicosia           |
| Colombia                | Laura Palacio             | 23  | 1.74    | Medellín          |
| Corea del Sud           | Kim Hye-young             | 20  | 1.74    | Gyeongsangbuk-do  |
| Costa Rica              | Dayana Aguilera           | 19  | 1.74    | Palmares          |
| Costa d'Avorio          | Inès Da Silva             | 21  | 1.80    | N'zi-Comoé        |
| Croazia                 | Katarina Banić            | 20  | 1.81    | Treglia           |
| Curaçao                 | Angenie Simon             | 24  | 1.73    | Willemstad        |
| Danimarca               | Nataliya Averina          | 20  | 1.78    | Roskilde          |
| Ecuador                 | Ana Galarza               | 21  | 1.73    | Ambato            |
| Egitto                  | Sarah El Khouly           | 21  | 1.73    | Il Cairo          |
| El Salvador             | Gabriela Molina           | 22  | 1.70    | San Salvador      |
| Etiopia                 | Hiwot Assefa Tesfaye      | 20  | 1.77    | Addis Abeba       |
| Filippine               | Czarina Gatbonton         | 19  | 1.70    | Malolos           |
| Finlandia               | Anne-Marie Nurminen       | 22  | 1.70    | Helsinki          |
| Francia                 | Virginie Dechenaud        | 24  | 1.74    | La Frette         |
| Galles                  | Courtenay Hamilton        | 20  | 1.67    | Llantwit Major    |
| Georgia                 | Dea Arakishvili           | 20  | 1.80    | Tbilisi           |
| Germania                | Susanna Kobylinski        | 22  | 1.77    | Brema             |
| Ghana                   | Mimi Areme                | 21  | 1.72    | Volta             |
| Giamaica                | Chantal Alicia Raymond    | 24  | 1.75    | Kingston          |
| Giappone                | Hiroko Matsunaga          | 18  | 1.72    | Fukuoka           |
| Gibilterra              | Larissa Dalli             | 23  | 1.70    | Gibilterra        |
| Grecia                  | Diamanto Gasteratou       | 22  | 1.76    | Atene             |
| Guadalupa               | Ericka Aly                | 20  | 1.76    | Petit-Bourg       |
| Guatemala               | Lucía Mazariegos          | 19  | 1.77    | Antigua Guatemala |
| Guyana                  | Aletha Shepherd           | 22  | 1.72    | Londra            |
| Honduras                | Marilyn Medina            | 18  | 1.70    | Los Angeles       |
| Hong Kong               | Cheung Sau-Man            | 23  | 1.66    | Hong Kong         |
| India                   | Manasvi Mamgai            | 22  | 1.73    | Nuova Delhi       |
| Indonesia               | Asyifa Latief             | 21  | 1.72    | Bandung           |
| Inghilterra             | Jessica Linley            | 21  | 1.80    | Nottingham        |
| Irlanda                 | Emma Britt Waldron        | 21  | 1.80    | Celbridge         |
| Irlanda del Nord        | Lori Moore                | 20  | 1.72    | Belfast           |
| Islanda                 | Fanney Ingvarsdóttir      | 19  | 1.75    | Garðabær          |
| Isole Cayman            | Cristin Alexander         | 23  | 1.82    | George Town       |
| Isole Vergini Americane | Carolyn Carter-Heller     | 20  | 1.72    | Christiansted     |
| Israele                 | Shavit Vizel              | 20  | 1.80    | Be'eri            |
| Italia                  | Giada Pezzaioli           | 17  | 1.80    | Montichiari       |
| Kazakistan              | Asselina Kuchukova        | 27  | 1.73    | Almaty            |
| Kenya                   | Natasha Metto             | 20  | 1.82    | Nairobi           |
| Lesotho                 | Karabelo Mokoallo         | 23  | 1.75    | Maseru            |
| Lettonia                | Ludmila Voroncova         | 19  | 1.75    | Riga              |
| Libano                  | Rahaf Abdallah            | 22  | 1.74    | Khiam             |
| Lituania                | Gritė Maruškevičiūtė      | 21  | 1.76    | Vilnius           |
| Lussemburgo             | Shari Thuyns              | 19  | 1.70    | Mamer             |
| Macao                   | Cherry Ng Ka-I            | 23  | 1.65    | Macao             |
| Macedonia               | Stefani Borsova           | 20  | 1.78    | Skopje            |
| Malawi                  | Ella Kabambe              | 24  | 1.71    | Blantyre          |
| Malaysia                | Nadia Min Dern Heng       | 25  | 1.65    | Kuala Lumpur      |
| Malta                   | Francesca Gaspar          | 24  | 1.80    | L'Iclin           |
| Martinica               | Tully Fremcourt           | 20  | 1.73    | La Trinité        |
| Mauritius               | Dalysha Doorga            | 23  | 1.70    | Goodlands         |
| Messico                 | Anabel Solis              | 23  | 1.80    | Mérida            |
| Moldavia                | Daria Zaiteva             | 20  | 1.76    | Chișinău          |
| Mongolia                | Sarnai Amar               | 23  | 1.78    | Ulan Bator        |
| Montenegro              | Milica Milatović          | 17  | 1.75    | Podgorica         |
| Namibia                 | Odile Gertze              | 22  | 1.70    | Windhoek          |
| Nepal                   | Sadichha Shrestha         | 19  | 1.68    | Katmandu          |
| Nigeria                 | Afoma Amuzie              | 19  | 1.73    | Niger             |
| Norvegia                | Mariann Birkedal          | 23  | 1.74    | Stavanger         |
| Nuova Zelanda           | Cody Yerkovich            | 18  | 1.83    | Kaitaia           |
| Paesi Bassi             | Desiree van der Berg      | 23  | 1.76    | Santpoort         |
| Panama                  | Paola Vaprio Medaglia     | 24  | 1.75    | Panama            |
| Paraguay                | Egni Eckert               | 23  | 1.83    | Luque             |
| Perù                    | Alexandra Liao            | 20  | 1.79    | Lima              |
| Polinesia francese      | Mihilani Teixeira         | 20  | 1.75    | Papeete           |
| Polonia                 | Agata Szewioła            | 21  | 1.74    | Żary              |
| Porto Rico              | Yara Lasanta              | 24  | 1.73    | Barranquitas      |
| Portogallo              | Catarina Aragonez         | 22  | 1.75    | Portalegre        |
| Rep. Ceca               | Veronika Machová          | 20  | 1.78    | Rokycany          |
| Romania                 | Lavinia Postolache        | 21  | 1.75    | Pitești           |
| Russia                  | Irina Sharipova           | 18  | 1.78    | Apastovo          |
| Saint Kitts e Nevis     | Fatisha Imo               | 22  | 1.68    | Basseterre        |
| Saint Lucia             | Aiasha Gustave            | 18  | 1.75    | Gros Islet        |
| Scozia                  | Nicola Mimnagh            | 21  | 1.80    | Kilbarchan        |
| Serbia                  | Milica Jelić              | 20  | 1.76    | Belgrado          |
| Sierra Leone            | Neyorlyn Willams          | 19  | 1.77    | Freetown          |
| Singapore               | Anusha Rajaseharan        | 21  | 1.69    | Singapore         |
| Slovacchia              | Marína Georgievová        | 18  | 1.73    | Banská Bystrica   |
| Spagna                  | Fátima Jiménez            | 21  | 1.74    | Siviglia          |
| Sri Lanka               | Fallon Ranasinghe         | 22  | 1.74    | Colombo           |
| Stati Uniti             | Alexandria Mills          | 18  | 1.75    | Louisville        |
| Sudafrica               | Nicole Flint              | 22  | 1.70    | Pretoria          |
| Suriname                | Jo-ann Maria Sang         | 19  | 1.72    | Paramaribo        |
| Svezia                  | Dani Karlsson             | 25  | 1.72    | Stoccolma         |
| Tanzania                | Genevieve Mpangala        | 20  | 1.90    | Chang'ombe        |
| Thailandia              | Yuwaret Sirirat Rueangsri | 22  | 1.79    | Chiang Mai        |
| Trinidad e Tobago       | Davia Chambers            | 18  | 1.75    | Couva             |
| Turchia                 | Gizem Memiç               | 20  | 1.78    | Gaziantep         |
| Ucraina                 | Kateryna Zakharchenko     | 21  | 1.73    | Odessa            |
| Uganda                  | Heyzme Nansubuga          | 25  | 1.72    | Jinja             |
| Ungheria                | Jennifer Kalo             | 22  | 1.71    | Budapest          |
| Uruguay                 | Eliana Olivera            | 22  | 1.76    | Montevideo        |
| Venezuela               | Adriana Vasini            | 23  | 1.78    | Maracaibo         |
| Vietnam                 | Nguyễn Ngọc Kiều Khanh    | 19  | 1.78    | Monaco di Baviera |
| Zambia                  | Zindaba Hanzala           | 20  | 1.78    | Lusaka            |
| Zimbabwe                | Samantha Tshuma           | 21  | 1.83    | Bulawayo          |

## Trasmissioni internazionali
La seguente lista elenca i canali televisivi in tutto il mondo che hanno trasmesso l'evento in diretta o in differita, nel rispettivo territorio.
- Angola: TPA
- Armenia: ARMTV
- Aruba: ATV
- Australia: SBS
- Bahamas: ZNS-TV
- Bangladesh: ATN Bangla
- Barbados: CBC
- Belgio: NonStop Television
- Bielorussia: Belaruskaja
- Bolivia: Unitel
- Bosnia ed Erzegovina: BHRT
- Botswana: Botswana Television
- Brasile: ORM TV
- Cina: CCTV
- Cina Taipei: CTS
- Colombia: Canal Uno
- Corea del Sud: T-Cast / Fashion N
- Costa Rica: Teletica
- Danimarca: NonStop Television
- Egitto: Dalycartoon
- El Salvador: TCS
- Estonia: NonStop Television
- eSwatini: Swazi TV
- Filippine: TV5
- Finlandia: NonStop Television
- Francia: Paris Première
- Galles: Active Channel
- Georgia: Telemedia
- Ghana: Viasat TV
- Giamaica: TVJ
- Gibilterra: GBC
- Guatemala: Radio Television Guatemala
- Hong Kong: CCTV
- India: Zee TV
- Indonesia: RCTI
- Inghilterra: Active Channel
- Irlanda: Active Channel
- Irlanda del Nord: Active Channel
- Islanda: SkjárEinn
- Israele: Channel 10
- Italia: High Life TV
- Kazakistan: KTK
- Kenya: Royal Media Services
- Lettonia: NonStop Television
- Libano: LBC
- Lituania: LRT
- Lussemburgo: NonStop Television
- Macao: CCTV
- Macedonia: Kanal 5
- Mauritius: MBC
- Messico: Televisa
- Mongolia: UBS
- Mozambico: STV
- Nigeria: Silverbird Group
- Norvegia: NonStop Television
- Nuova Zelanda: TVNZ
- Paesi Bassi: NonStop Television
- Panama: Medcom
- Paraguay: Telefuturo
- Perù: Frecuencia Latina
- Polonia: Polsat
- Porto Rico: WIPR-TV
- Portogallo: RTP2
- Russia: CTC
- Saint Kitts e Nevis: ZIZ-TV 2
- Saint Vincent e Grenadine: ZBG-TV
- Saint Lucia: VQH-TV
- Scozia: Active Channel
- Seychelles: SBC
- Slovenia: RTV
- Spagna: Antena 3
- Stati Uniti: E! Entertainment
- Suriname: ATV
- Svezia: NonStop Television
- Thailandia: Channel 3
- Trinidad e Tobago: C Television
- Ucraina: Inter-TV
- Uganda: WBS
- Ungheria: RTL Klub
- Venezuela: Venevisión
- Vietnam: HTV
- Zambia: ZNBC
- Zimbabwe: ZBC